# NGC 5
NGC 5 é uma galáxia elíptica (E) localizada na direcção da constelação de Andromeda. Possui uma declinação de +35° 21' 46" e uma ascensão recta de 0 horas, 07 minutos e 48,8 segundos.
A galáxia NGC 5 foi descoberta em 21 de Outubro de 1881 por Édouard Jean-Marie Stephan.